# Петипецкий, Штястны Вацлав
Штястны Вацлав Петипецкий (чеш. Šťastný Václav Pětipeský; 1582—1637/38, Прага, Чешское королевство) — чешский политический деятель. Принадлежал к рыцарскому роду, к конфессии чешских братьев. Поддержал антигабсбургское восстание 1618 года, стал членом нового чешского правительства (Директории), придворным маршалом при короле Фридрихе Пфальцском. Несколько раз безуспешно пытался уйти в отставку. После разгрома восстания в 1620 году Петипецкого приговорили к смерти, но позже казнь была заменена на пожизненное заключение с конфискацией имущества. В 1623 году Петипецкий вышел на свободу. Позже он обрёл доверие императора Фердинанда II, стал членом королевского совета.